# Catochrysops nubila
Catochrysops nubila är en fjärilsart som beskrevs av Tite 1959. Catochrysops nubila ingår i släktet Catochrysops och familjen juvelvingar. Inga underarter finns listade i Catalogue of Life.